# Hyperbrotica ebracea
Hyperbrotica ebracea es una especie de insecto coleóptero de la familia Chrysomelidae.
Fue descrita científicamente en 1787 por Fabricius.